# Barbières
Barbières é uma comuna francesa na região administrativa de Auvérnia-Ródano-Alpes, no departamento de Drôme. Estende-se por uma área de 14,4 km². Em 2010 a comuna tinha 1 108 habitantes (densidade: 76,9 hab./km²).